# Розробка нафтових родовищ без впливу на пласт
Розробка нафтових родовищ без впливу на пласт — розробка при пружноводонапірному режимі та розробка при режимі розчиненого газу. Системи розробки нафтових родовищ без впливу на пласти в даний час у світовій практиці застосовують відносно рідко, переважно на тривало експлуатованих сильно виснажених родовищах, розробка яких почалася задовго до широкого розвитку методів заводнення (до 1950-х рр.); при розробці порівняно невеликих за розмірами родовищ з активною законтурною водою, особливо у випадках пластів з тріщинуватими колекторами при високому напорі законтурних вод; родовищ, що містять надв’язкі нафти з неглибоким заляганням, або родовищ, складених низькопроникними глинистими колекторами.

## Розробка при пружноводонапірному режимі
Вода і нафта разом з розчиненим у ній газом, що насичують поровий об'єм продуктивного пласта, під впливом пластового тиску знаходяться у стислому стані. При цьому твердий скелет породи навантажений вище лежачою товщею порід під дією гірського тиску. Стиснуті рідини протидіють тяжкості цих порід, намагаючись розширити поровий об'єм пласта.
Під час пуску видобувних свердловин тиск у привибійній частини пласта знижується, при цьому збільшується об'єм рідини відповідно до закону Гука і скорочується поровий об'єм. Спільне проявлення цих двох механізмів викликає приплив рідини до видобувних свердловин. Таким чином, пружні властивості колектора і насичуючих його рідин визначають рушійну силу, під впливом якої нафта притікає до свердловин.
Зниження тиску в пласті, викликане експлуатацією однієї або групи свердловин, у міру відбору рідини поширюється по ньому, захоплюючи все більш віддалені від свердловин області. Швидкість поширення тиску в пласті визначається коефіцієнтом п'єзопровідності ϰ.
За межами області зниженого тиску, тобто при R ≥ R(t), тиск дорівнює початковому і рух рідини відсутній. Область зниженого тиску досягає межі пласта за час, який визначає тривалість фази пружного режиму. До цього моменту, якщо у покладі тиск не знизився нижче тиску насичення, уся рідина видобувається лише за рахунок пружних сил. Поширюючись, область зниженого тиску захоплює не лише нафтонасичену частина продуктивного пласта, але й його водоносну область.
В подальшому механізм рухомих сил залежить від геологічних умов на межах пласта. Якщо продуктивний пласт не має гідродинамічного зв'язку з областю живлення, то і в подальшому видобуток визначається проявленням пружних сил. При цьому тиск знижується у всьому об'ємі продуктивного пласта. У деяких випадках непроникні межі збігаються або близькі до меж нафтоносності. Поклад нафти як би «запечатаний». У цих умовах запас пружної енергії незначний і видобуток рідини супроводжується швидким зниженням тиску. Режим замкнуто-пружний швидко переходить у режим розчиненого газу, при якому не можна очікувати нафтовіддачі більш як 30 %.
Якщо нафтовий поклад оточений широкою водонасиченою областю пласта, то за рахунок проявлення пружної енергії вода надходить у межі нафтонасиченої частини пласта і витісняє нафту до вибоїв свердловин. Це забезпечує високу нафтовіддачу, і розробка покладу протікає досить ефективно.
Якщо продуктивний пласт гідродинамічно пов'язаний з областю живлення, після пружної фази настає водонапірна. При цьому процес може протікати двояко. В одному випадку, коли витрати води, що надходить у пласт з області живлення, повністю компенсує видобуток рідини, настає стабілізація пластового тиску, тобто продовження видобутку рідини з постійним темпом не викликає подальшого пониження тиску в покладі. В іншому випадку, коли витрати води в області живлення менші за сумарний відбір рідини з пласта, процес розробки супроводжуватиметься зниженням тиску у всьому об'ємі пласта.
Часто природні геолого-фізичні умови не забезпечують повного заповнення втрат пластової енергії при розробці. Відсутність, наприклад, хорошого гідродинамічного зв'язку покладу з водонапірною областю пласта призводить до інтенсивного падіння пластового тиску. Зниження його нижче тиску насичення обумовлює перехід від пружного до режиму розчиненого газу.

## Розробка при режимі розчиненого газу
Якщо нафтоносна частина пласта внаслідок різних геолого-фізичних умов гідродинамічно не пов'язана з пластовою водонапірною системою, то в такому покладі розвивається режим розчиненого газу з моменту, коли тиск стає рівним тиску насичення.
При цьому в усьому об'ємі нафтонасиченого пласта починається виділення з розчину вільного газу. Кількість газу, що виділився, прямо пропорційна зниженню тиску відносно тиску насичення. Зони пласта з найбільшим вмістом газу в поровому об'ємі концентруються навколо видобувних свердловин.
З появленням пухирців вільного газу у поровому об'ємі пласта знаходяться одночасно дві фази, що істотно відрізняються за своїми фізичними властивостями, — рідка і газова. При невеликих розмірах бульбашок газу або невеликій газонасиченості порового об'єму (до 10 %) газова фаза залишається нерухомою, в той час як рідка фаза — нафта з рештою розчиненого газу рухається. Але появлення бульбашок збільшує опір руху рідини і одночасно призводить до суттєвого зменшення об'єму пор, зайнятого нафтою. У результаті нерухомий газ, розсіяний по всьому об'єму пласта, розширюючись з пониженням тиску, виштовхує нафту до видобувних свердловинах. Видобуток нафти в цих умовах дещо збільшується, у той час як газовий фактор (відношення об'єміввидобуваємого газу до нафти в поверхневих умовах) залишається практично постійним або дещо меншим початкового.
При газонасиченості порового об'єму пласта 10—20 % окремі бульбашки газу об'єднуються, утворюючи безперервну газову фазу, яка починає рухатися одночасно з рідкою фазою. Причому газ, як більш рухлива фаза, прагне випередити нафту, відтіснити її. Подальше збільшення газонасичення призводить до швидкого згасання руху нафти. У результаті в міру зниження тиску видобуток нафти падає, а газовий фактор швидко збільшується. Збільшення видобування газу інтенсифікує процес зниження тиску, що призводить до швидкого виснаження пластової енергії.
Надалі настає момент часу, коли газ, що виділяється з розчину перестає поповнювати великі відбори його із свердловин. При цьому газовий фактор досягає свого максимального значення, а потім починає знижуватися, обумовлюючи подальше зниження темпу видобутку нафти.
Таким чином, розробка нафтових родовищ при режимі розчиненого газу характеризується швидким зниженням пластового тиску, що супроводжується інтенсивним падінням видобутку нафти, зростанням газового фактора, а потім його зменшенням.
Низька технологічна ефективність процесу розробки нафтових родовищ при такому режимі вимагає використання активних систем розробки, які передбачають закачування води в пласт з метою підтримки в ньому тиску на рівні тиску насичення.